# Иван Алтъпармаков
Иван (Йован) Алтъпармаков (на сръбски: Јован Алтипармарковић) е югославски политик.

## Биография
Роден е в 1891 година в град Битоля, тогава в Османската империя. Член е на Народната радикална партия. Според някои данни е осъден на смърт от ВМРО като сърбоман, но се свързва с организацията и в замяна на амнистия от 1926 година работи в сътрудничество с нея.
На югославските избори през 1931 г. Алтъпармаков заедно с Никола Маркович става депутат от Битолски окръг. В периода 5 февруари-27 август 1939 г. е на поста министър на пощите и телеграфите на Югославия. Делегат е на Второто заседание на АСНОМ на 28-30 декември 1944 г. Умира в 1953 година в Битоля.